# NGC 3377
NGC 3377 је елиптична галаксија у сазвежђу Лав која се налази на NGC листи објеката дубоког неба.
Деклинација објекта је + 13° 59' 9" а ректасцензија 10h 47m 42,3s. Привидна величина (магнитуда) објекта NGC 3377 износи 10,2 а фотографска магнитуда 11,2. Налази се на удаљености од 10,687 милиона парсека од Сунца. NGC 3377 је још познат и под ознакама UGC 5899, MCG 2-28-9, CGCG 66-16, PGC 32249.